# Колхидський заповідник
Колхидський заповідник - неіснуючий нині заповідник на заході Грузії поблизу міста Поті.

## Історія
У 1935 році в гирлі річки Ріоні між містом Поті і селом Патара-Поті був створений комплексний Потійський заповідник площею 1000 га. У січні 1947 року заповідник був перенесений на правий берег річки Пічорі. Площа нової території склала 500 га. заповідник був створений для збереження ландшафту боліт і низинного колхидського риштування. У 1951 році Колхидський заповідник скасований. У січні 1959 року відновлений на колишній території. З 1972 року був адміністративно підпорядкований Сатаплійському заповіднику.
У 1999 році Колхидський заповідник увійшов до складу новоствореного національного парку Колхеті.

## Флора
Велика частина території заповідника була зайнята незайманим низинним вільховим лісом, що заріс ліананами. На території заповідника виростали види, занесені до Червоної книги Грузинської РСР: дуб Гартвіса, латаття колхидське, латаття жовте, молінія Прибережна, панкраций морський, лапіна крилоплодна й інжир.

## Фауна
Заповідник відрізнявся великою кількістю птахів. На території заповідника мешкали види, занесені до Червоної книги Грузинської РСР: орлан білохвіст, орел могильник, скопа, змієїд, велика і мала білі чаплі і вусата синиця.
З ссавців на території заповідника мешкали кавказька і звичайна видра, шакал, кабан, косуля та ін.